# Rabfak
Rabfak (del rus: рабфак, acrònim de рабочий факультет, "facultat dels treballadors") va ser un tipus d'institució educativa durant la Unió Soviètica que preparava els treballadors soviètics per entrar a institucions d'educació superior.